# Quirks
«Quirks» es el cuarto sencillo de la banda de new wave Ultravox! Fue lanzado por Island Records el 14 de octubre de 1977, viniendo gratis con las primeras copias del álbum Ha! Ha! Ha!, ya que éste fue lanzado el mismo día. 
Quirks es una canción de estilo orientado al punk y al power pop, siguiendo el estilo de los anteriores sencillos Young Savage y ROckWrok, y del álbum Ha! Ha! Ha!.
La canción de la cara B, es una versión en vivo de Modern Love, compuesta por la banda tiempo atrás e interpretada en conciertos anteriores, en 1976 y en 1977, durante la gira del álbum Ultravox!. A diferencia de Quirks, tiene el estilo de este álbum, mucho más glam rock. Fue también grabada como maqueta en estudio.

## Canciones

### Cara A
- «Quirks»

### Cara B
- «Modern Love» (en vivo)